# Eurycea sosorum
Eurycea sosorum é um anfíbio caudado da família Plethodontidae endémica dos Estados Unidos da América.